# Флаги Севастополя
Список флагов муниципальных образований города Севастополя Российской Федерации.
На 1 января 2015 года в городе федерального значения Севастополе насчитывалось 10 внутригородских муниципальных образований.
| Флаг       | Наименование                                | Дата утверждения               | Номер в ГГР |
| ---------- | ------------------------------------------- | ------------------------------ | ----------- |
|            | Флаг Андреевского муниципального округа     | 12 ноября 2004 11 июня 2015    |             |
|            | Флаг Балаклавского муниципального округа    | 28 мая 2004 28 августа 2015    |             |
|            | Флаг Верхнесадовского муниципального округа | 3 августа 2004 11 июня 2015    |             |
| нет данных | Флаг Гагаринского муниципального округа     |                                |             |
|            | Флаг ВМО город Инкерман                     | 27 февраля 2004 17 ноября 2015 |             |

| Флаг       | Наименование                            | Дата утверждения                  | Номер в ГГР |
| ---------- | --------------------------------------- | --------------------------------- | ----------- |
|            | Флаг Качинского муниципального округа   | 27 сентября 2004 2 июля 2015      |             |
| нет данных | Флаг Ленинского муниципального округа   |                                   |             |
|            | Флаг Нахимовского муниципального округа | 31 августа 2017                   |             |
|            | Флаг Орлиновского муниципального округа |                                   |             |
|            | Флаг Терновского муниципального округа  | 30 сентября 2004 26 сентября 2015 |             |